# 刘建忠
刘建忠（1963年—），重庆市人，汉族，中华人民共和国政治人物、第十二届全国人民代表大会重庆地区代表。
毕业于重庆大学工业工程专业。加入中国共产党。2013年，担任全国人大代表。曾任重庆农村商业银行董事长。